# قرار مجلس الأمن التابع للأمم المتحدة رقم 1302
قرار مجلس الأمن الدولي رقم 1302 صدر في 8 حزيران 2000. مدد هذا القرار برنامج النفط مقابل الغذاء لفترة جديدة مدتها 180 يوما تبدأ في 9 حزيران 2000 وتنتهي في 5 ديسمبر 2000.